# MTV Video Music Awards Latin America 2008
Gli MTV Video Music Awards Latin America 2008 sono stati trasmessi il 16 ottobre 2008 dall'Auditorium Telmex a Guadalajara. La cerimonia è stata la settima edizione. Per celebrare i 15 anni di MTV Latinamerica, non ci sono stati presentatori ufficiali, infatti furono chiamati i Vj storici di MTV e vari artisti per presentare le categorie e le performance. Il preshow fu presentato da Don Tetto, Emmanuel Horvilleur e dai The Kooks.

## Premi
I vincitori sono indicati in grassetto.

### Artista del Año
Artista dell'anno
- Babasónicos
- Belanova
- Café Tacuba
- Juanes
- Miranda!

### Video del Año
Video dell'anno
- Babasónicos — "Pijamas" (Diretto da Agustín Alberdi)
- Belanova — "One, Two, Three, Go! (1, 2, 3, Go!)" (Diretto da Jesús Rodríguez)
- Café Tacuba — "Esta Vez" (Diretto da Nosotros)
- Juanes — "Me Enamora" (Diretto da Aggressive)
- Motel — "Uno, Dos, Tres" (Diretto da Pablo Dávila)

### Canción del Año
Canzone dell'anno
- Jonas Brothers — "When You Look Me in the Eyes"
- Juanes — "Me Enamora"
- Julieta Venegas — "El Presente"
- Katy Perry — "I Kissed a Girl"
- Tokio Hotel — "Monsoon"

### Mejor Solista
Miglior solista
- Diego González
- Emmanuel Horvilleur
- Gustavo Cerati
- Juanes
- Ximena Sariñana

### Mejor Grupo o Dúo
Miglior gruppo o duetto
- Babasónicos
- Belanova
- Café Tacuba
- Kudai
- Miranda!

### Mejor Artista Pop
Miglior artista pop
- Belanova
- Jesse & Joy
- Kudai
- Miranda!
- Ximena Sariñana

### Mejor Artista Rock
Miglior artista rock
- Babasónicos
- Gustavo Cerati
- Juanes
- Moderatto
- Motel

### Mejor Artista Alternativo
Miglior artista alternativo
- Café Tacuba
- Emmanuel Horvilleur
- Kinky
- Molotov
- Zoé

### Mejor Artista Pop Internacional
Miglior artista pop internazionale
- Amy Winehouse
- Fergie
- Jonas Brothers
- Madonna
- Rihanna

### Mejor Artista Rock Internacional
Miglior artista rock internazionale
- Thirty Seconds to Mars
- Coldplay
- Fall Out Boy
- Panic at the Disco
- Paramore

### Mejor Artista Nuevo Internacional
Miglior artista emergente internazionale
- Alizée
- Jonas Brothers
- Katy Perry
- Paramore
- Tokio Hotel

### Mejor Artista Norte
Miglior artista - nord
- Belanova
- Café Tacuba
- Motel
- Ximena Sariñana
- Zoé

### Mejor Artista Central
Miglior artista - centro
- Doctor Krápula
- Don Tetto
- Juanes
- Kudai
- Los Bunkers

### Mejor Artista Sur
Miglior artista - sud
- Andrés Calamaro
- Babasónicos
- Catupecu Machu
- Emmanuel Horvilleur
- Miranda!

### Artista Revelación
Artista rivelazione
- Don Tetto
- El Bordo
- Johanna Carreño
- Shaila
- Ximena Sariñana

### Artista Promesa
Artista promessa
- Esto Es Eso
- Infierno 18
- Insite
- Le Baron
- Smitten

### Fashionista Award — Female
- Denisse Guerrero (dai Belanova)
- Gabriela Villalba (dai Kudai)
- Hayley Williams (dai Paramore)
- Katy Perry
- Rihanna[2]

### Fashionista Award — Male
- Alejandro Sergi (dai Miranda!)
- Bill Kaulitz (dai Tokio Hotel)
- Jay de la Cueva (dai Moderatto)
- Joe Jonas (dai Jonas Brothers)
- José Madero (dai Panda)

### Mejor Fan Club
Miglior fan club
- Thirty Seconds to Mars (Presidente: Iris Delgado)
- Babasónicos (Presidente: Juan Laborda)
- Belanova (Presidente: Luis Nazario)
- Jonas Brothers (Presidente: Miguel Alejandro Villa Renteria)
- Kudai (Presidente: Martín Torrilla)
- Tokio Hotel (Presidente: Fátima Acosta)

Le bandiere in questa categoria rappresentano il luogo di provenienza dei fan club.

### Mejor Música de un Videojuego
Miglior colonna sonora di un videogioco
- FIFA 08
- Grand Theft Auto IV
- Guitar Hero III: Legends of Rock
- Need for Speed: ProStreet
- Rock Band

### Mejor Ringtone Musical
Miglior ringtone musicale
- Jonas Brothers — "When You Look Me in the Eyes"
- Juanes — "Tres"
- Julieta Venegas — "El Presente"
- Madonna — "4 Minutes"
- Tokio Hotel — "Monsoon"

### Mejor Película Musical
Miglior film musicale
- Across the Universe (Diretto da Julie Taymor)
- Control (Diretto da Anton Corbijn)
- I'm Not There (Diretto da Todd Haynes)
- Shine a Light (Diretto da Martin Scorsese)
- U2 3D (Diretto da Catherine Owens e da Mark Pellington)

### Mejor Gira Reencuentro
Miglior tour riunione
- Soda Stereo
- The Police

### MTV Leyenda
MTV leggenda
- Los Fabulosos Cadillacs

## Performance

### Pre-show
- Emmanuel Horvilleur — "Radios"
- Don Tetto — "Ha Vuelto a Suceder"
- The Kooks — "Do You Wanna"

### Main show
- Julieta Venegas (featuring Nortec Collective) — "El Presente"
- Tokio Hotel — "Monsoon" / "Ready, Set, Go!"
- Paramore — "That's What You Get"
- Los Fabulosos Cadillacs — "La Luz del Ritmo" / "Matador"
- Café Tacuba e Calle 13 (featuring Ileana Cabra) — "Vámonos" / "No Hay Nadie Como Tú"
- Juanes — "Odio Por Amor"
- Katy Perry — "I Kissed a Girl"
- Belanova — "One, Two, Three, Go! (1, 2, 3, Go!)"
- Zoé e Ximena Sariñana — "Reptilectric" / "Vidas Paralelas"
- Moderatto e Kudai — "Ya Lo Veía Venir" / "Lejos De Aquí"
- Metallica — "The Day That Never Comes"
- Moving On — "AudioRomance"

## Ospiti
- Thirty Seconds to Mars
- Alejandra Guzmán
- Alejandro Lacroix
- Ana Claudia Talancón
- Andrés López
- Arturo Hernández
- Ashley Tisdale
- Babasónicos
- Corbin Bleu
- Dante Spinetta
- Flavor Flav
- Gene Simmons
- Gonzalo Morales
- José Madero
- Juanes
- Katy Perry
- Kim Kardashian
- Kudai
- Mario Pergolini
- Miranda!
- Moderatto
- Molotov
- Ruth Infarinato
- The Dudesons
- Tila Tequila
- Winston Vallenilla
- Ximena Sariñana
- Zac Efron